# James Afoa
Pour les articles homonymes, voir Afoa.
Pas d'image ? Cliquez ici

a Compétitions nationales et continentales officielles uniquement.

b Matchs officiels uniquement.
Dernière mise à jour le 30 mars 2020.
James Taylor Afoa, né le 6 décembre 1981, est un joueur samoan de rugby à XV évoluant au poste de pilier. Il est le frère de John Afoa, international néo-zélandais de rugby à XV.

## Biographie
James Afoa évolue en NPC de 2004 à 2010 pour les équipes de Bay of Plenty puis North Harbour. En novembre 2010, il est recruté en tant que joker médical de Fabien Barcella par le Biarritz olympique. Son contrat est prolongé pendant la Coupe du monde 2011, à l'issue de laquelle il retourne à North Harbour.

## Carrière internationale
Il est sélectionné à deux reprises en équipe nationale des Samoa contre les Tonga et le Japon en juin 2010 dans le cadre de la Pacific Cup.  